# ディラン&ザ・デッド
『ディラン＆ザ・デッド』（Dylan & the Dead）は、1989年にリリースされたボブ・ディランとグレイトフル・デッドのコラボレーションによるライブ・アルバム。1987年の共演スタジアム・ツアー"Alone & Together"からの抜粋を記録している。

## 収録曲
特記なき楽曲はボブ・ディラン作詞・作曲
1. スロー・トレイン - Slow Train - 4:54
1987年7月4日マサチューセッツ州フォックスボロ、サリヴァン・スタジアム
2. アイ・ウォント・ユー - I Want You - 3:59
1987年7月24日カリフォルニア州オークランド、オークランド・コロシアム
3. ガッタ・サーヴ・サムバディ - Gotta Serve Somebody - 5:42
1987年7月26日カリフォルニア州アナハイム、アナハイム・スタジアム
4. クイーン・ジェーン - Queen Jane Approximately - 6:30
1987年7月19日オレゴン州ユージン、Autzen スタジアム
5. ジョーイ - Joey - 9:10
  - 作詞・作曲: ディラン、ジャック・レヴィ

1987年7月4日マサチューセッツ州フォックスボロ、サリヴァン・スタジアム
6. 見張塔からずっと - All Along the Watchtower - 6:17
1987年7月26日カリフォルニア州アナハイム、アナハイム・スタジアム
7. 天国への扉 - Knockin' on Heaven's Door - 6:35
1987年7月26日カリフォルニア州アナハイム、アナハイム・スタジアム